# Paris (série télévisée)
Pour les articles homonymes, voir Paris (film).
Paris est une série télévisée française en six épisodes de 52 minutes réalisée par Gilles Bannier et diffusée les 15 et 22 janvier 2015 sur Arte.

## Synopsis
Pendant 24 heures, différents personnages se croisent dans Paris.

## Fiche technique
- Titre : Paris
- Réalisation : Gilles Bannier
- Scénario : Virginie Brac inspiré de 24 h Berlin, une journée en capitale
- Musique : Hervé Salters
- Photographie : Tommaso Fiorilli

## Distribution
- Sarah-Jane Sauvegrain : Alexia Penmarch
- Jérôme Robart : Ange
- Nanou Garcia : Cathy Penmarch
- Luc-Antoine Diquéro : Yvon Penmarch
- Éric Caravaca : Pierre Lanvin
- Stéphanie Murat : Noémie Lanvin
- François Loriquet : Michel Ardant
- Florence Pernel : Alice Ardant
- Kool Shen : Sacha
- Thomas Doret : Clément
- Julie Ordon : Jennifer
- Régis Romele : Serge
- Felicité Wouassi : Magali
- Emilie Deville : Coline Sergent
- Sonia Amori : Leïla
- Rachid Chaib : Mansour
- François Caron : Le juge Milo
- Pierre Moure : Bruno
- Christian Bouillette : René
- François Chattot : Loïc Penmarch
- Cosme Castro : Dylan
- Balla Gagny Diop : Omar
- Christophe Smith : Huissier du 1er Ministre

## Tournage
Le tournage a eu lieu à Paris du 22 avril au 15 juillet 2013.